# Sergei Leiferkus

Sergei Petrovitsj Leiferkus (Russisch: Сергей Петрович Лейферкус; Leningrad, 4 april 1946) is een Russische opera- en concertzanger (bariton).
Hij is bekend om zijn dramatische techniek en krachtige stem, met name in het Russische en Italiaanse taalrepertoire. Hij is het bekendst vanwege zijn rollen als Scarpia in Tosca, Iago in Otello, grand-prêtre de Dagon in Samson et Dalila en Simon Boccanegra in de gelijknamige opera Simon Boccanegra.

## Loopbaan
Leiferkus studeerde muziek aan het conservatorium van Leningrad, thans Sint-Petersburg. In 1972 maakte hij zijn debuut bij het Maly Theater in Leningrad en hij kreeg erkenning voor Jevgeni Onegin, Iolanta, Il barbiere di Siviglia en Don Giovanni.  Hij voegde zich in 1977 bij de Kirov Opera in Sergej Prokofjevs  Oorlog en vrede als Andrei. Bij de Kirov Opera kreeg Leiferkus internationale bekendheid als een krachtige zanger en een fantasierijke acteur.

## Operahuizen
Leiferkus trad op in de meeste operahuizen in de wereld, waaronder het Royal Opera House, de Weense Staatsopera, de Opéra Bastille in Parijs, het Teatro alla Scala, de San Francisco Opera, de Metropolitan Opera, de Nederlandse Opera, het Teatro Colón (Buenos Aires), op het Edinburgh Festival, de Bregenzer Festspiele, het Glyndebourne Opera Festival en de Osterfestspiele Salzburg.

## Dirigenten en orkesten
Leiferkus heeft ook gewerkt met veel beroemde dirigenten, waaronder Georg Solti, James Levine, Claudio Abbado, Valeri Gergiev, Bernard Haitink, Zubin Mehta, Riccardo Muti en Seiji Ozawa, alsook met vermaarde orkesten zoals het London Symphony Orchestra, het Boston Symphony Orchestra, de New York Philharmonic, het Philadelphia Orchestra en de Berliner Philharmoniker.